# Robotniczy Komitet Olimpijski w Polsce
Robotniczy Komitet Olimpijski w Polsce – komitet powołany w celu przygotowania reprezentacji Polski na Olimpiady Robotnicze w Wiedniu (1931) i w Antwerpii (1937). Utworzony w latach 1931 i 1937 w Warszawie przez Zarząd Główny Związek Robotniczych Stowarzyszeń Sportowych